# Östra Rennell
Östra Rennell är ett naturområde på södra tredjedelen av ön Rennell som är den sydligaste av Salomonöarna.
Området är klassat som ett världsarv och omfattar 370 km² (inklusive sjön Tegano som är 155 km²) samt ett marint område som sträcker sig 3 sjömil ut i havet.